# Sint-Pieters-Stoelkerk

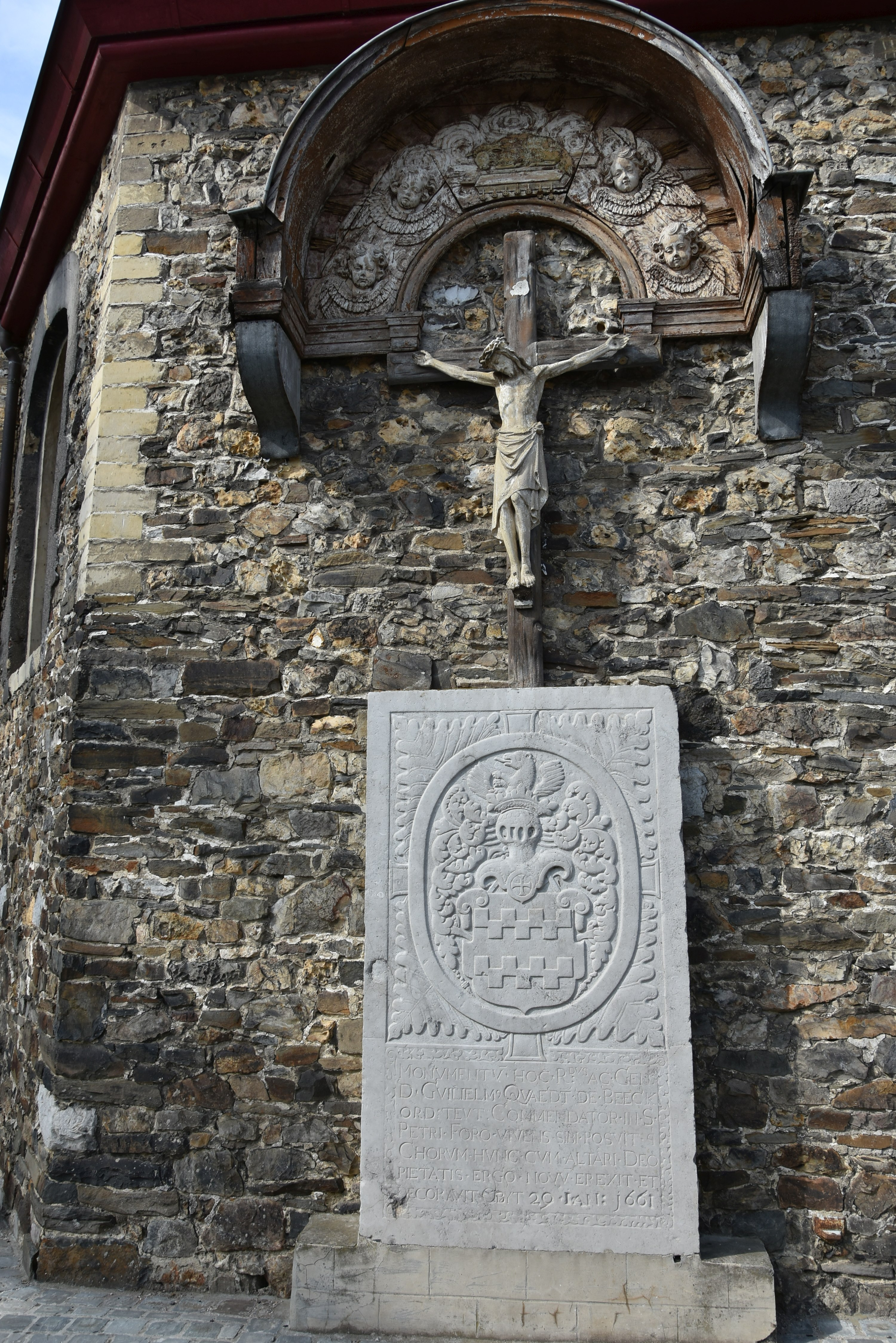
Grafsteen van commandeur Quaedt de Beeck (+1661)

De Sint-Pieters-Stoelkerk in Sint-Pieters-Voeren, deelgemeente van Voeren, dateert uit de zeventiende eeuw. Zij werd gebouwd door commandeur Quaedt de Beeck van de in de buurt gelegen commanderij. Toch functioneerde het kerkje onafhankelijk van de commanderij. Ze was immers tot 1794 afhankelijk van de collegiale kerk van Sint-Martens-Voeren en werd bediend door een van de kanunniken van het kapittel van die kerk.
Het koor is uit 1652, het schip uit 1660 en de toren uit 1661. Het gebouw ligt te midden van het ommuurde kerkhof. Het is een kleine zaalkerk met een sacristie aan beide zijden. De kerk is grotendeels opgetrokken uit breuksteen en silex, de toren heeft alleen een onderbouw van dit materiaal; het bovengedeelte is van baksteen, met kalkstenen hoekbanden.
Het barokke hoofdaltaar uit beschilderde eik draagt het wapen van commandeur Quaedt de Beeck (ca. 1660) en heeft een altaarstuk op doek met de voorstelling van de Geboorte van Christus en de Aankondiging aan de Herders, door F. Walschartz, Luik (1654).
Op het kerkhof bevinden zich een aantal gedateerde grafkruisen uit verschillende perioden (1667-1702 en meerdere ongedateerde uit een oudere periode. De grafsteen van commandeur Quaedt de Beeck (+1661) staat tegen de buitenzijde van het koor. Eveneens aan het koor staat een merkwaardig gesmeed ijzeren kruis op kalkstenen sokkel ter herinnering aan een miraculeuze verschijning in 1799.